# Кокнесе
Ко́кнесе (латыш. Koknese; до 1917 года — Кокенга́узен, нем. Kokenhausen) — город в Латвии, в составе Айзкраукльского края, примерно в 100 км к востоку от Риги, на правом берегу Даугавы при впадении в неё реки Персе. Численность населения — 2818 жителей (2015 год).
Является административным центром Кокнесской волости, в состав которой не входит.
Один из древнейших населённых пунктов страны, известный по Ливонской хронике как Кукено́йс (лат. Kukenoys, Kukenois), по немецким источникам — как Кокенгузен (нем. Kokenhusen), а также под русским названием Куконос. С августа 1656 года (после взятия русскими войсками) и до подписания Кардисского мирного договора 1661 года носил также название Царевичев-Дмитриев.
От архиепископского замка, вокруг которого и возник город, ныне остались только живописные руины, полузатопленные водохранилищем Плявиньской ГЭС.

## История

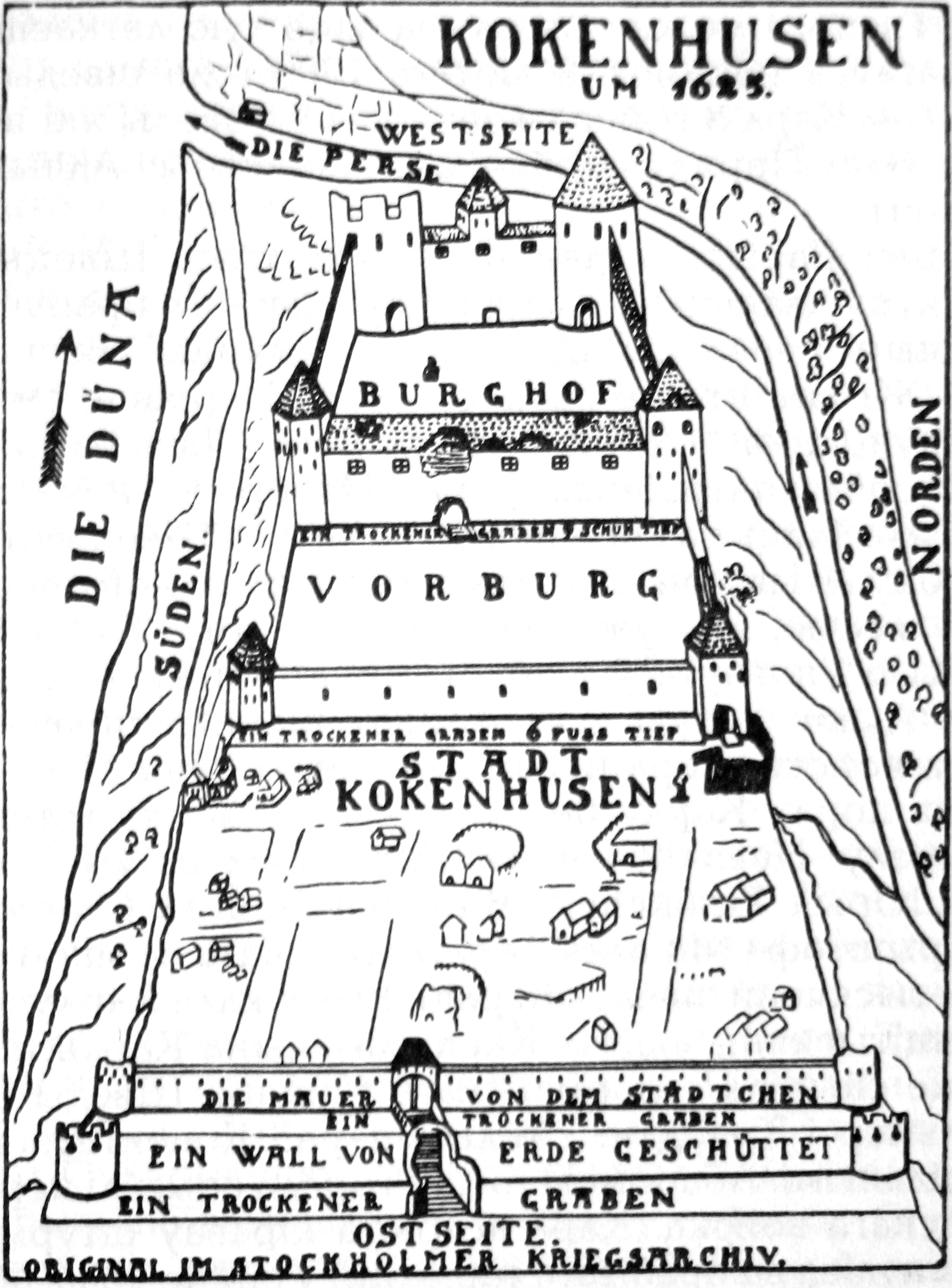
Орденский замок в 1625 году

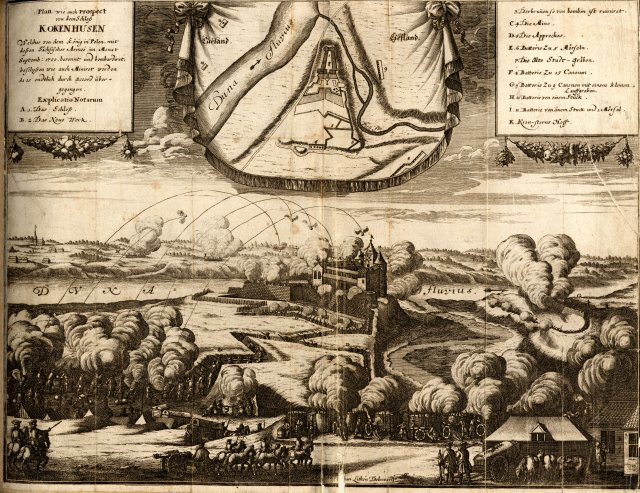
Кокенгузен в 1700 году

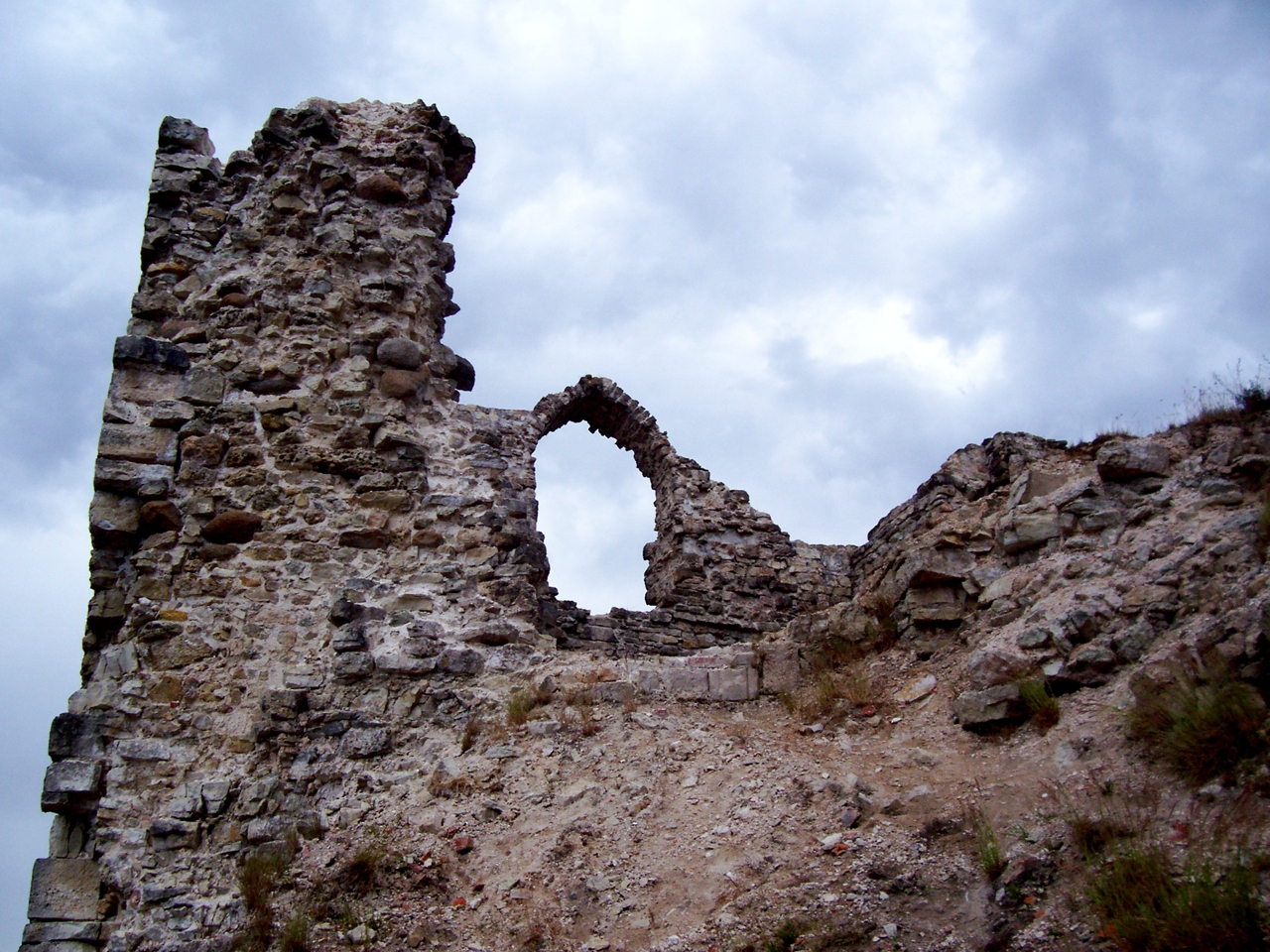
Руины замка

### Князь Вячко инемецкие рыцари
Кукенойс появляется на страницах «Хроники Ливонии» в начале XIII века как столица Кукенойсского княжества во главе с князем Вячко. В 1205 году князь уступил эти земли рижскому епископу Альберту, который в 1209 году повелел заменить деревянный замок на слиянии рек Двины и Персе каменным для обороны границ Ливонии, а часть княжества отдал гермейстеру Виппо Рорбаху. Когда строительство было в полном разгаре, Кукенойс безуспешно осаждали аукштайты. В 1219 году местные рыцари ходили войной на Псков, а в 1225 году Кукенойсскую волость разорили новгородцы.
В 1229 году епископ Николай отдал замок в ленное владение Тизенгаузенам, которые владели им до 1395 года. Тизенгаузены прославились своими распрями с рижскими архиепископами: в 1292 году Ганс Тизенгаузен заманил в замок архиепископа Иоанна II и в ожидании выкупа заточил его в подвале, за что был отлучён папой от церкви. Пленником Тизенгаузенов в Кокенгузене являлся и преемник архиепископа — Иоанн III (1295—1300).
В 1277 году Кокенгузен получил права города и вскоре после этого вступил в Ганзейский союз.
В 1397 году по договору между Рижским архиепископством и Ливонским орденом последний уступил владение замком епископам, которые построили вокруг него новый «архиепископский город» с особыми привилегиями. С 1420 года архиепископ на лето (с Троицы по Михайлов день) переезжал на жительство из Риги в Кокенгузен.
Во время войны между Ливонским орденом и Ригой архиепископ Сильвестр Стодевешер был пленён рыцарями и заточён в замке, где и умер в 1479 году. Два года спустя архиепископ Стефан отобрал замок у своевольного магистра Борха. В феврале 1481 года замок разорили русские войска, затем в течение ряда лет за него вновь спорили архиепископ с орденом. В годы Реформации архиепископы оставили восставшую Ригу и окончательно водворились в Кокенгузене, где чеканили монету. В 1509 году архиепископ Линде возвёл более высокие стены вокруг замка и снабдил его многочисленной артиллерией. С 1529 года замок стал постоянной резиденцией архиепископа, что привело к расширению замка, который должен был вмещать около 800—900 человек. В 1546 году последний рижский архиепископ осаждён здесь рыцарями и взят в плен.

### Ливонская и польско-шведские войны
В 1577 году, во время Ливонской войны, горожане сами открыли ворота Ивану Грозному, который учинил в городе жестокую расправу. В следующем году русских сменили поляки, которых после осады изгнали из замка в 1601 году шведы во главе с Карлом, герцогом Сёдерманландским. В том же году Ян Замойский после 4-месячной осады вернул Кокенгузен Великому Княжеству Литовскому и польской короне, но город продолжал оставаться предметом спора между шведами и Речью Посполитой (ВКЛ и Польша)до 1625 года, пока его окончательно не заняла 12-тысячная шведская армия Густава II Адольфа. В 1634 году Кокенгаузен являлся третьим по величине и значению городом Шведской Ливонии после Риги и Дерпта.

### Русско-шведская война и шведский период
Во время русско-шведской войны 1656—1658 годов город был осаждён и взят русскими войсками, после чего город получил название Царевичев-Дмитриев, а воеводой там стал известный русский дипломат А. Л. Ордин-Нащокин. Царь Алексей Михайлович рассказывал в письме своему советнику, что взятый город был «крепок безмерно, ров глубокий, меньшой брат нашему кремлёвскому рву, а крепостию сын Смоленску граду; ей, чрез меру крепок». Русские рассчитывали, что будут владеть городом долгое время, и даже учредили в Царевичеве-Дмитриеве главный склад для экспортной торговли, однако, в 1661 году Кокенгаузен отошёл к Швеции по Кардисскому мирному договору.
Возвратив Кокенгаузен, шведы принялись за совершенствование обороны замка и сооружение новых дорог, но возрождение прежних торговых связей было невозможно из-за усиления Курляндского герцогства и основания ниже по течению Двины курляндского города Фридрихштадта.

### Северная война
В 1701 году, в начале Северной войны, крепостью овладел саксонский отряд польских войск, к которому здесь присоединился А. И. Репнин. Король Август оставил в Кокенгаузене корпус в 12 тыс. саксонцев, которые сильно укрепили замок. Несмотря на спешное возведение в округе шанцев, натиск шведов после Спилвской битвы вынудил поляков оставить Кокенгаузен, и по приказу короля Августа его древние стены были взорваны. Значение города сильно снизилось: после эпидемий чумы в 1709—1710 годах в живых осталась лишь пятая часть его населения.
В 1721 году Кокенгаузен вошёл в состав Российской империи как укрепление. В течение XVIII и XIX веков руины продолжали разрушаться, а их владельцы из рода Левенштернов на отдалении построили для своего проживания так называемый Новый дворец.

### XIX—XXI века
В 1861 году через Кокенгаузен прошла линия железной дороги Рига — Москва. В 1868 году здесь основали первое латышское певческое общество, а в 1883—1885 годах на мызе Кокенгаузен жил один из первых латышских писателей Рудольф Блауманис.
В 1894 году архитектор К. Нейбургер выстроил известный дворец Кокенгаузен, который был сожжён в ходе Первой русской революции 1905 года. В Первую мировую войну зданию были нанесены ещё более значительные повреждения, в результате до настоящего времени от всего комплекса сохранился лишь парк.
В 1929 году была отреставрирована лютеранская церковь, а в 1939 году открыт римско-католический костёл.
C 1958 по 1990 год имел статус посёлка городского типа. При строительстве Плявиньской ГЭС (1967 год) часть посёлка подверглась затоплению. С 1990 года и до 1 июля 2021 года Кокнесе считался сельским населённым пунктом. До 1 июля 2009 года входил в состав Айзкраукльского района; затем в 2009—2021 годах являлся административным центром Кокнесского края.

## Знаменитости
Известные люди, родившиеся или жившие в Кокнесе:
- Юлий Феддерс (1838—1909) — художник, родился в семье кокнесского трактирщика;
- Рудольф Блауманис (1863—1908) — прозаик, драматург и журналист; с 1885 по 1887 год работал в Кокенгузенском поместье писарем, делопроизводителем и управляющим;
- Пётр Стучка (1865—1932) — глава правительства Советской Латвии, юрист и публицист;
- Янис Эндзелин (1873—1961) — лингвист, один из крупнейших исследователей латышского языка, член-корреспондент АН СССР. В Кокнесе у него была дача «Накас» («Nākās»), где он и скончался.

## В искусстве
- Картина художника Юлия Феддерса «Развалины замка в Кокнесе» (ок. 1904 года), где замок изображён на возвышенности, которая сейчас скрыта под водой водохранилища Плявиньской ГЭС.